# Grafite
Edinaldo Batista Líbano (normalt bare kendt som Grafite) (født 2. april 1979 i Campo Limpo Paulista, Brasilien) er en brasiliansk tidligere fodboldspiller, der spillede som angriber. Han spillede i karrieren for blandt andet tyske VfL Wolfsburg og en række klubber i sit hjemland.
I 2009 var Grafite med til at gøre Wolfsburg til tyske mestre, og blev samme år ligaens topscorer med 28 mål.

## Landshold
Grafite nåede i sin tid som landsholdsspiller (2005-2010) at spille 4 kampe og score 1 mål for Brasiliens landshold, som faldt den 27. april 2005 i et opgør mod Guatemala. Han blev udtaget til VM i 2010 i Sydafrika.

## Titler
Copa Libertadores
- 2005 med São Paulo FC

VM for klubhold
- 2005 med São Paulo FC

Bundesligaen
- 2009 med VfL Wolfsburg